# Ochthebius elburzi
Ochthebius elburzi är en skalbaggsart som beskrevs av Ferro 1987. Ochthebius elburzi ingår i släktet Ochthebius och familjen vattenbrynsbaggar. Inga underarter finns listade i Catalogue of Life.